# (5038) Overbeek
(5038) Overbeek es un asteroide perteneciente a asteroides que cruzan la órbita de Marte, descubierto el 31 de mayo de 1948 por Ernest Leonard Johnson desde el Observatorio Union, en Johannesburgo, Sudáfrica.

## Designación y nombre
Designado provisionalmente como 1948 KF. Fue nombrado Overbeek en honor al astrónomo sudafricano Michiel Daniel Overbeek descubridor de estrellas variables. expresidente de la Sociedad Astronómica de África Meridional. Participa activamente en el fomento de astrónomos aficionados en el sur de África.

## Características orbitales
Overbeek está situado a una distancia media del Sol de 2,310 ua, pudiendo alejarse hasta 2,961 ua y acercarse hasta 1,660 ua. Su excentricidad es 0,281 y la inclinación orbital 10,92 grados. Emplea 1283,16 días en completar una órbita alrededor del Sol.

## Características físicas
La magnitud absoluta de Overbeek es 13,7. Está asignado al tipo espectral S según la clasificación SMASSII.